# Grabplatte An der Kirche 6 (Mönchengladbach)

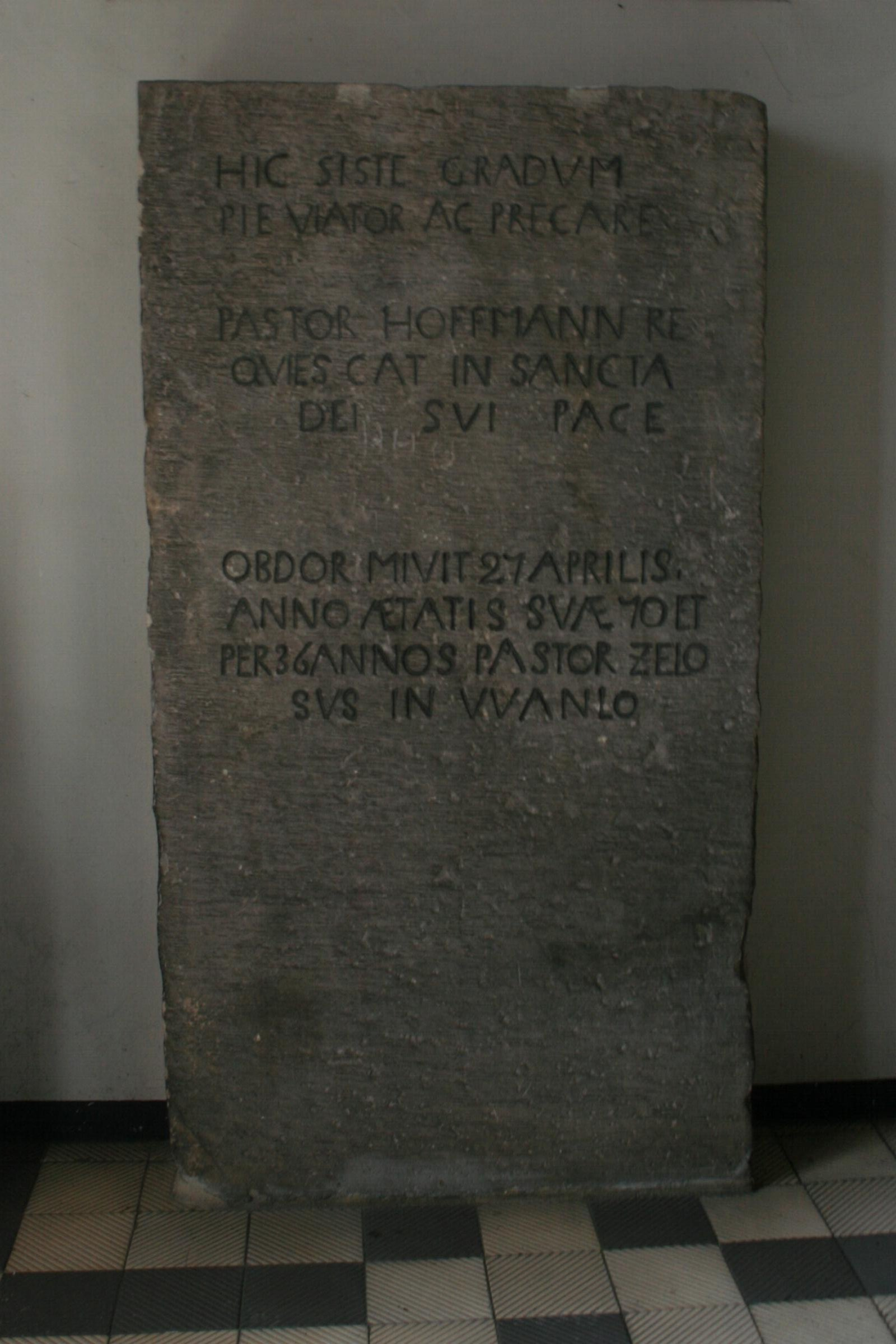
Grabplatte im Turm der Kirche (2010)

Die Grabplatte An der Kirche 6 befindet sich im Stadtteil Wanlo in Mönchengladbach (Nordrhein-Westfalen). Sie wurde 1781 hergestellt. Sie ist unter Nr. A 037 am 18. August 1994 in die Denkmalliste der Stadt Mönchengladbach eingetragen worden.
Die Grabplatte war ursprünglich in die nach Südwesten gerichtete Stützmauer der Kirche eingelassen. 1995 wurde sie aus konservatorischen Gründen ausgebaut und in das Innere des Turmes verbracht. Die Grabplatte ist im Erdgeschoss des Kirchturmes montiert.
Die Inschrift lautet:
HIC SISTE GRADUM / PIE VATOR AC PRECARE / PASTOR HOFFMANN RE= / QVIES:CAT IN SANCTA / DEI SVI PACE / OBDOR MIVIT 27 APRILIS / ANNO AETATIS SVAE 70 ET / PER 36 ANNOS PASTOR ZELO / SUS IN WANLO
Die Grabplatte stammt von der Grabstätte des zwischen 1781 und 1814 in Wanlo tätigen Pfarrers Franz Anton Hoffmann, der 1810/11 auf dem damaligen Kirchhof auf eigene Kosten die 1960/61 abgerissene Michaeliskapelle errichten ließ. Die Ortsbevölkerung leistete die notwendigen Spanndienste.